# Brise-lames
Ne doit pas être confondu avec Épi (maritime).

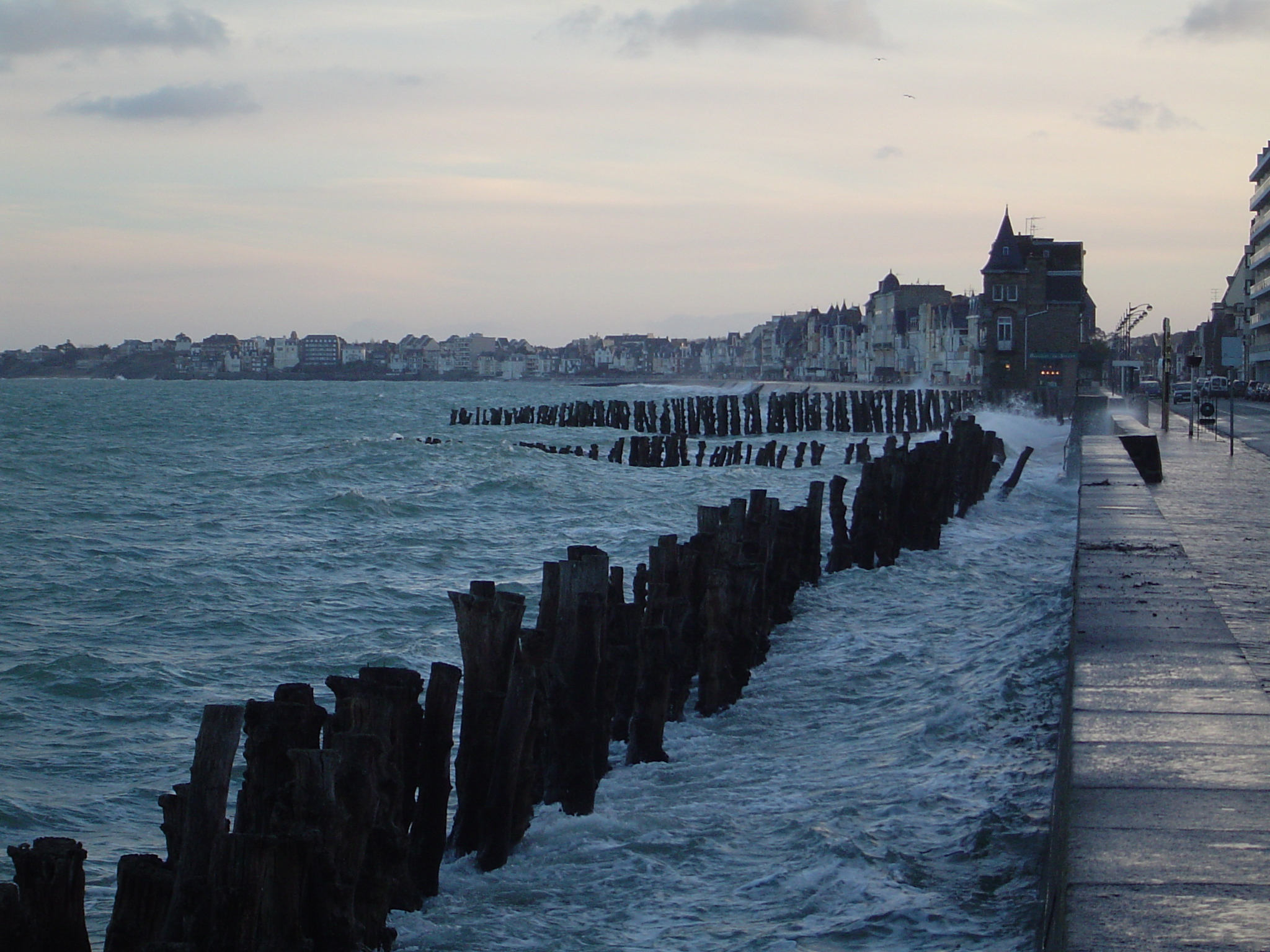
Les 3000 chênes têtards difformes arrachés aux talus des champs bretons sont implantés sur la plage du sillon à Saint-Malo depuis la fin du XVIIe siècle, après une tempête qui avait endommagé les remparts. Ils sont utilisés comme brise-lames placés longitudinalement pour atténuer l'impact des vagues et comme épis placés transversalement pour freiner les sédiments véhiculés par la dérive littorale.

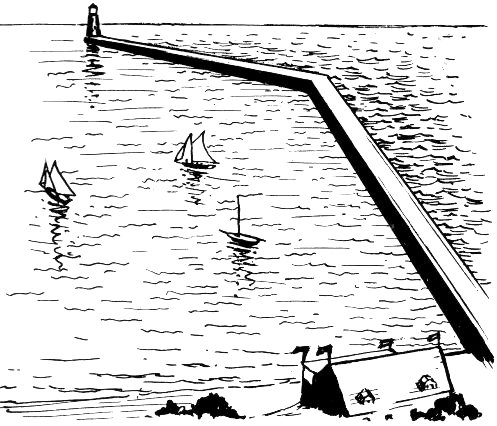
Les principales fonctions d'une digue portuaire sont l'accostage et la protection contre les vagues.

Un brise-lames est un ouvrage littoral orienté parallèlement au trait de côte, mais non rattaché à celui-ci contrairement à la digue côtière et au perré. Établi devant un port, une zone aménagée, une plage ou un littoral vulnérable à l'érosion, ce dispositif est conçu pour absorber et dissiper l'énergie de la houle et des vagues, et diminuer l'agitation du plan d'eau à la côte.
Une jetée ou une digue portuaire est un ouvrage littoral plus complexe qui remplit plusieurs fonctions dont celle de brise-lames qui constitue un abri pour protéger une zone de mouillage lors de mauvais temps.
Les ingénieurs maritimes utilisent parfois le terme « digue » pour désigner un brise-lames.
Plusieurs facteurs interviennent dans le type de brise-lames choisis (hauteur, largeur, longueur, forme, structure et matériel utilisé) et leur implantation : conditions de vagues auxquelles est soumise la côte, profondeur de l'eau, caractéristiques des fonds marins, coût de construction et d'entretien, impacts visuels et environnementaux. Ces ouvrages étant très coûteux, les ingénieurs cherchent à optimiser leur dimensionnement. Ils peuvent être émergés, flottants ou submergés, ces derniers présentant comme avantage esthétique leur faible impact paysager.
En géomorphologie littorale, les travaux scientifiques observent que l'implantation des brise–lames peut altérer les processus physiques sur le littoral (altération « positive » lorsqu'elle entraîne une dynamique d'accrétion sédimentaire ou « négative » quand une érosion se produit).

## Histoire
Les brise-lames ont été construits pour créer des abris portuaires dès l'Antiquité (Chypre, Égypte, Rome),. Vitruve est le seul auteur antique à nous donner des explications techniques sur la construction des ouvrages maritimes. Mais ses croquis ne nous sont pas parvenus et son texte fait l'objet de discussions concernant l'interprétation à apporter,
Les moyens utilisés ont bien sûr évolué :
- structures en bois sur pieux ou plates-formes en bois sur pile de pierres (plutôt pour les appontements),
- structures de blocs de pierre taillée avec remplissage éventuel en enrochements entre les deux parements, mis au point par les phéniciens,
- structures en béton avec pouzzolane : blocs massifs coulés sous l'eau dans un coffrage en bois, mis au point par les romains.

## Typologies de brise-lames
Un brise-lames est généralement constitué d'une « digue à talus » qui n'est autre qu'un monticule en enrochements recouvert d'une carapace composée de (très) gros blocs de pierre ou de béton capables de résister aux attaques de la houle. Un certain nombre de blocs artificiels en béton existent. Le premier bloc artificiel en béton, le Tétrapode, a été inventé en 1950 par le Laboratoire dauphinois d'hydraulique à Grenoble, France (Sogreah, maintenant Artelia).
Durant la Seconde Guerre mondiale, lors du débarquement en Normandie, les alliés ont acheminé des caissons flottants de béton armé, dites Caissons Phoenix.
D'autres brise-lames sont encore constitués de caissons préfabriqués en béton, généralement posés sur un monticule de fondation aménagé sur le fond marin. Ces caissons ont souvent des parois verticales et sont parfois aménagés dans le but de dissiper l'énergie de la houle, par exemple par la présence de trous comme dans le caisson Jarlan.
Un brise-lames peut aussi se présenter sous la forme de lignes de troncs d'arbres, de plusieurs mètres de hauteur, enfoncés dans le sable d'une grève, assurant ainsi une certaine protection à une digue ou à un terrain assailli par la mer. Certains bateaux désaffectés servent également de brise-lames.

Différents types de brise-lames
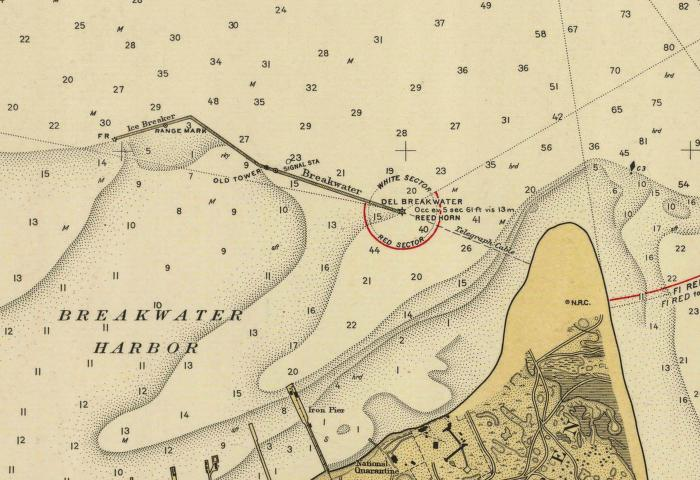
Brise-lames sur une carte marine.
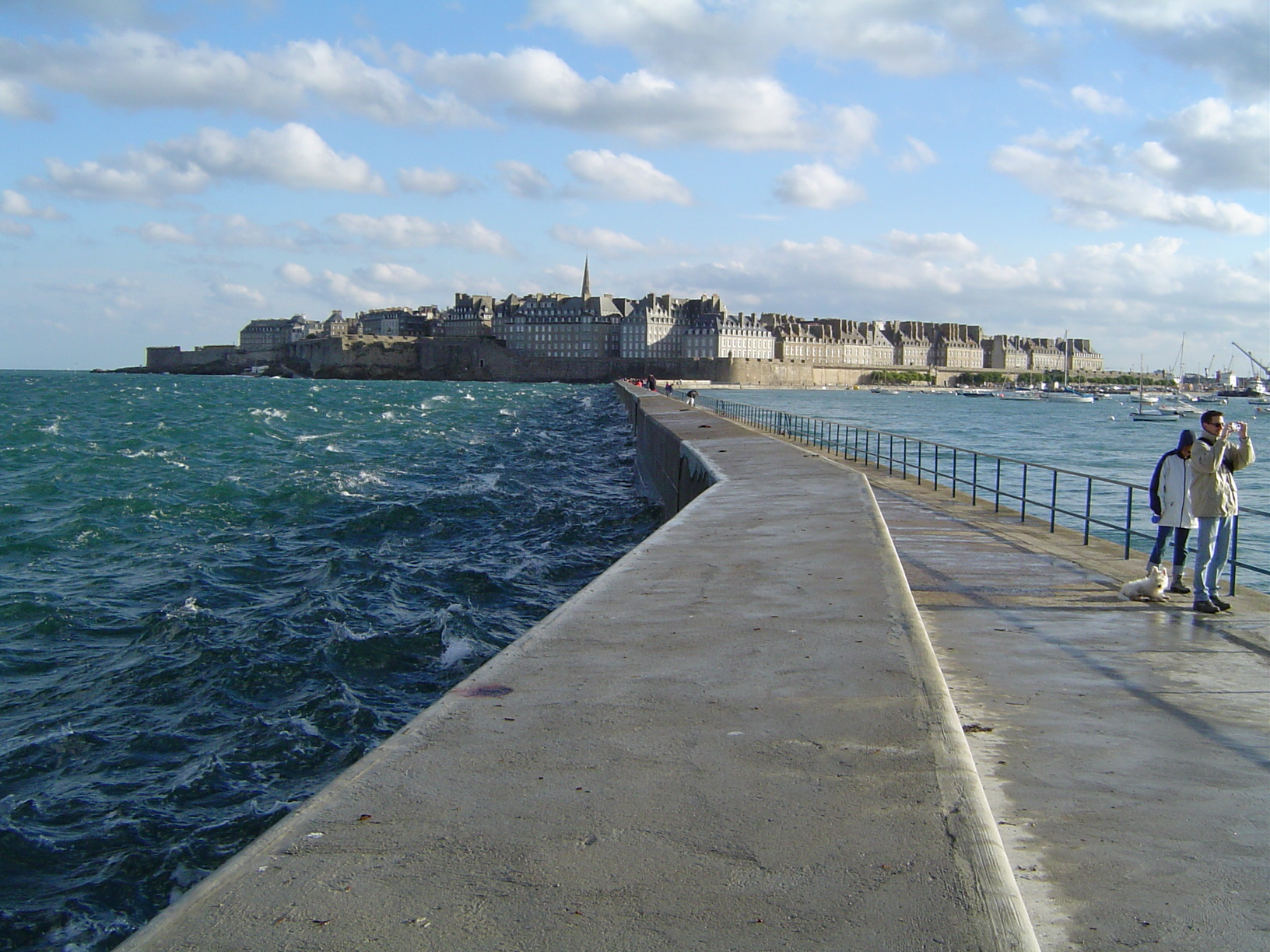
Môle de Saint-Malo, à pleine mer.
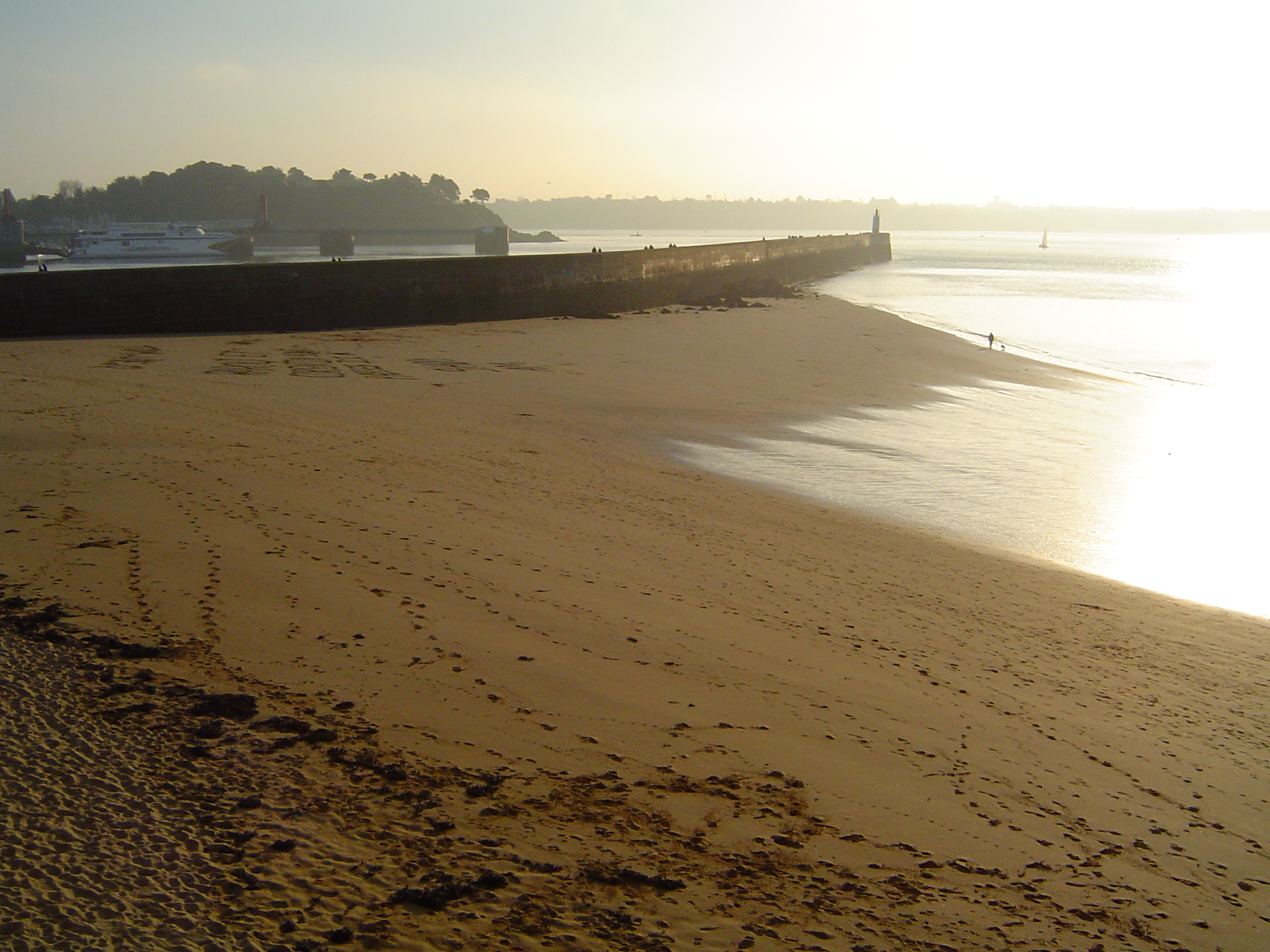
Môle de Saint-Malo, à basse mer.
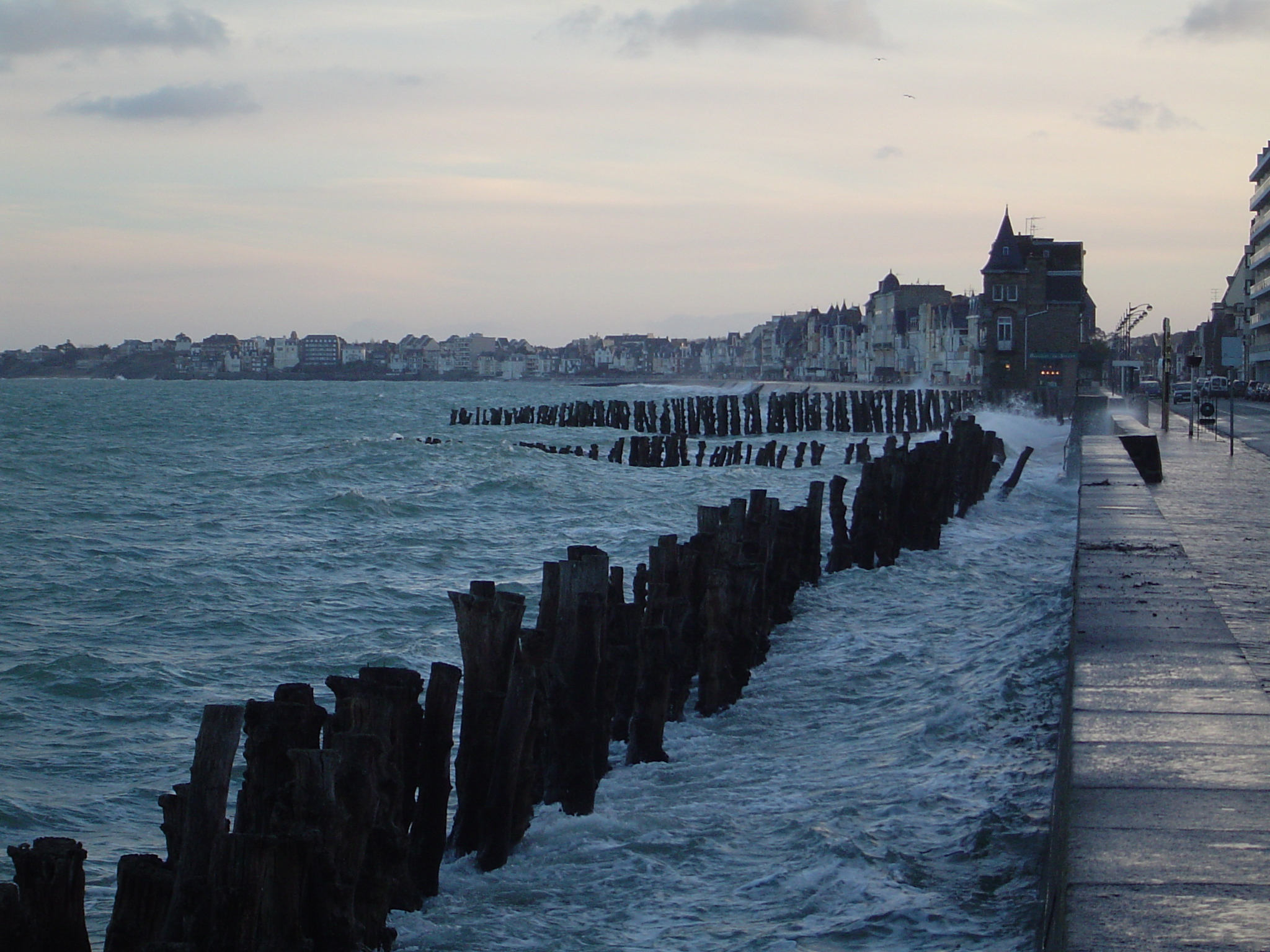
Chaussée du Sillon, Saint-Malo, par marée de fort coefficient.
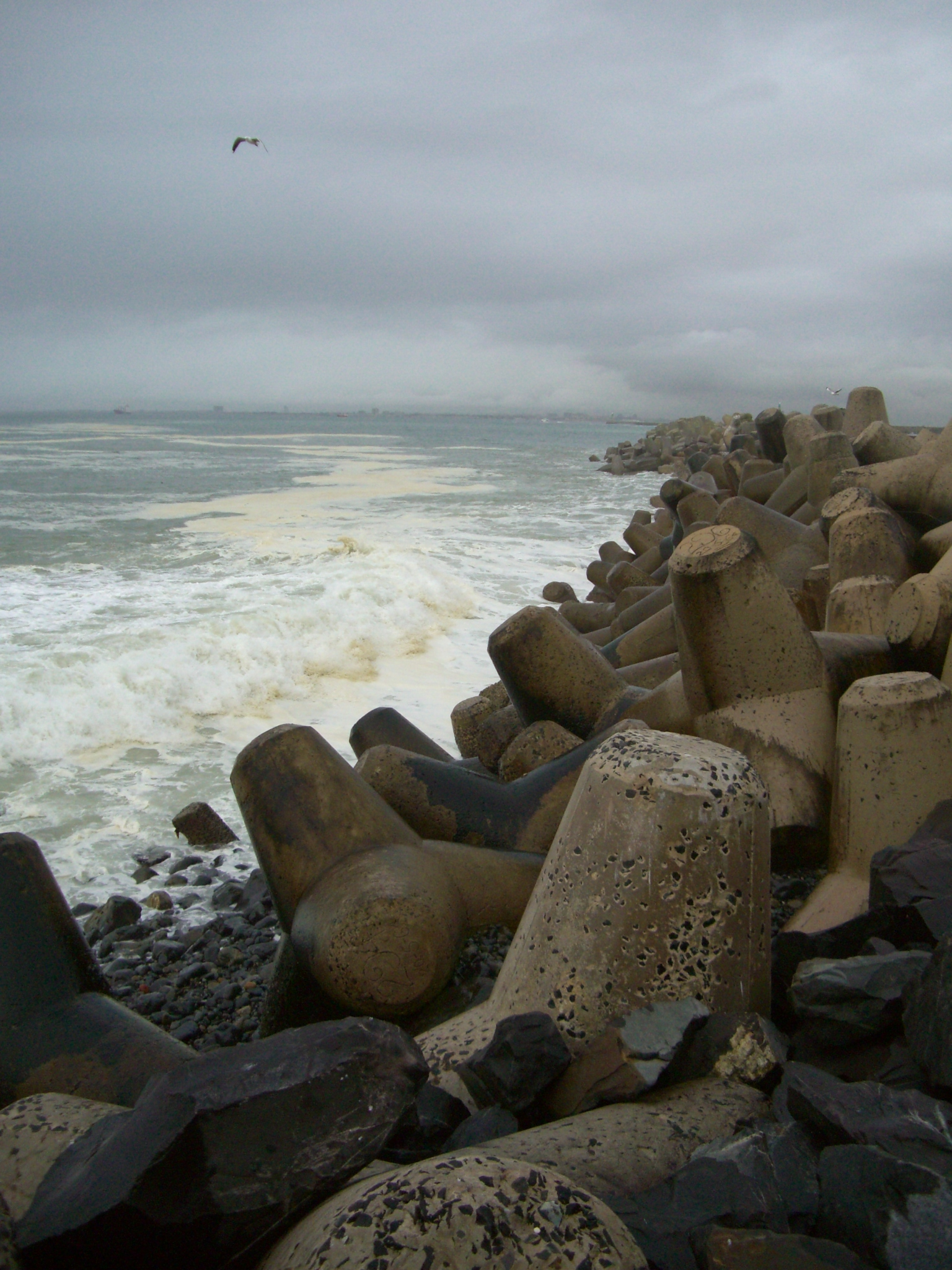
Tétrapodes de béton, brisant l'énergie des vagues.
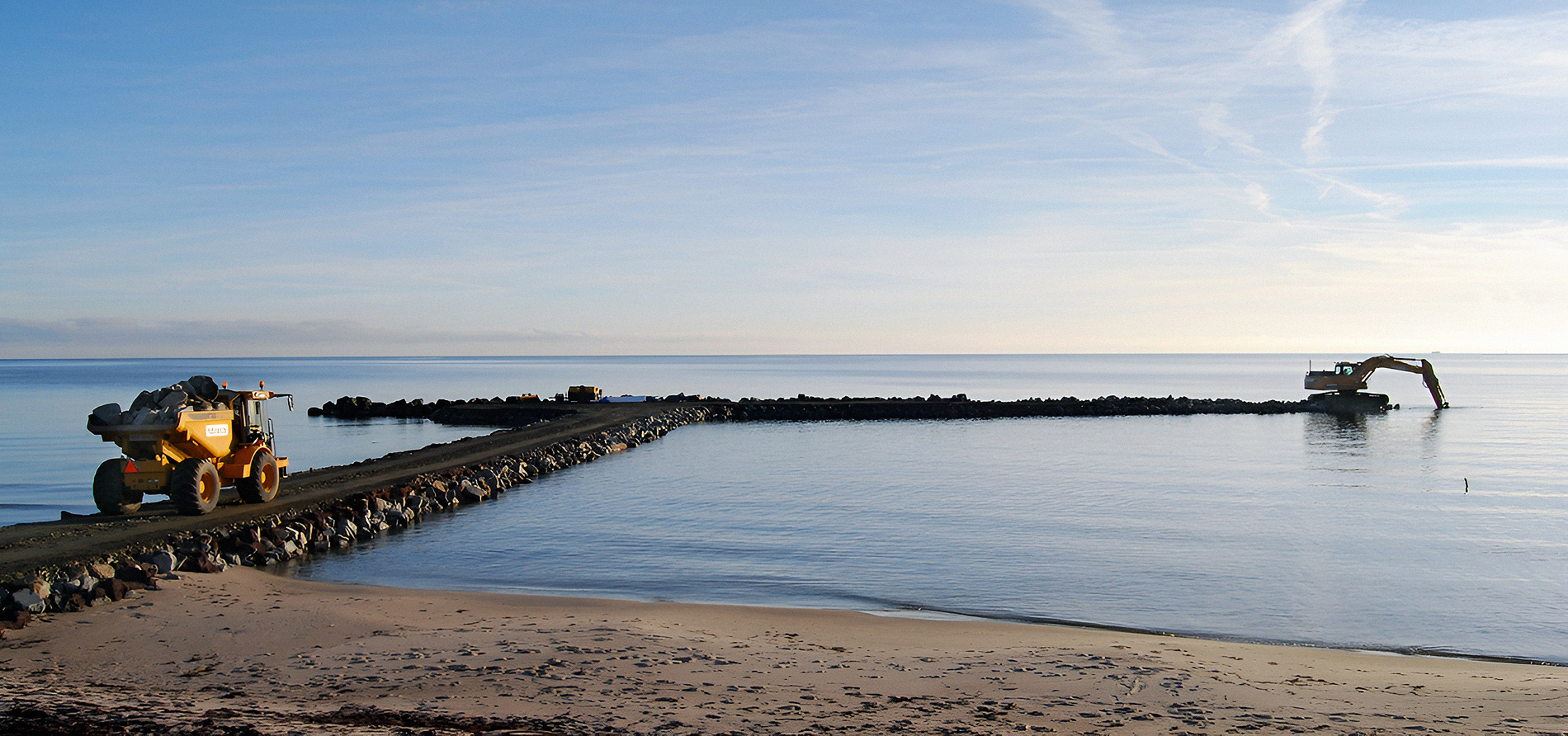
Un brise-lames en construction à Ystad dans le Sud de la Suède.
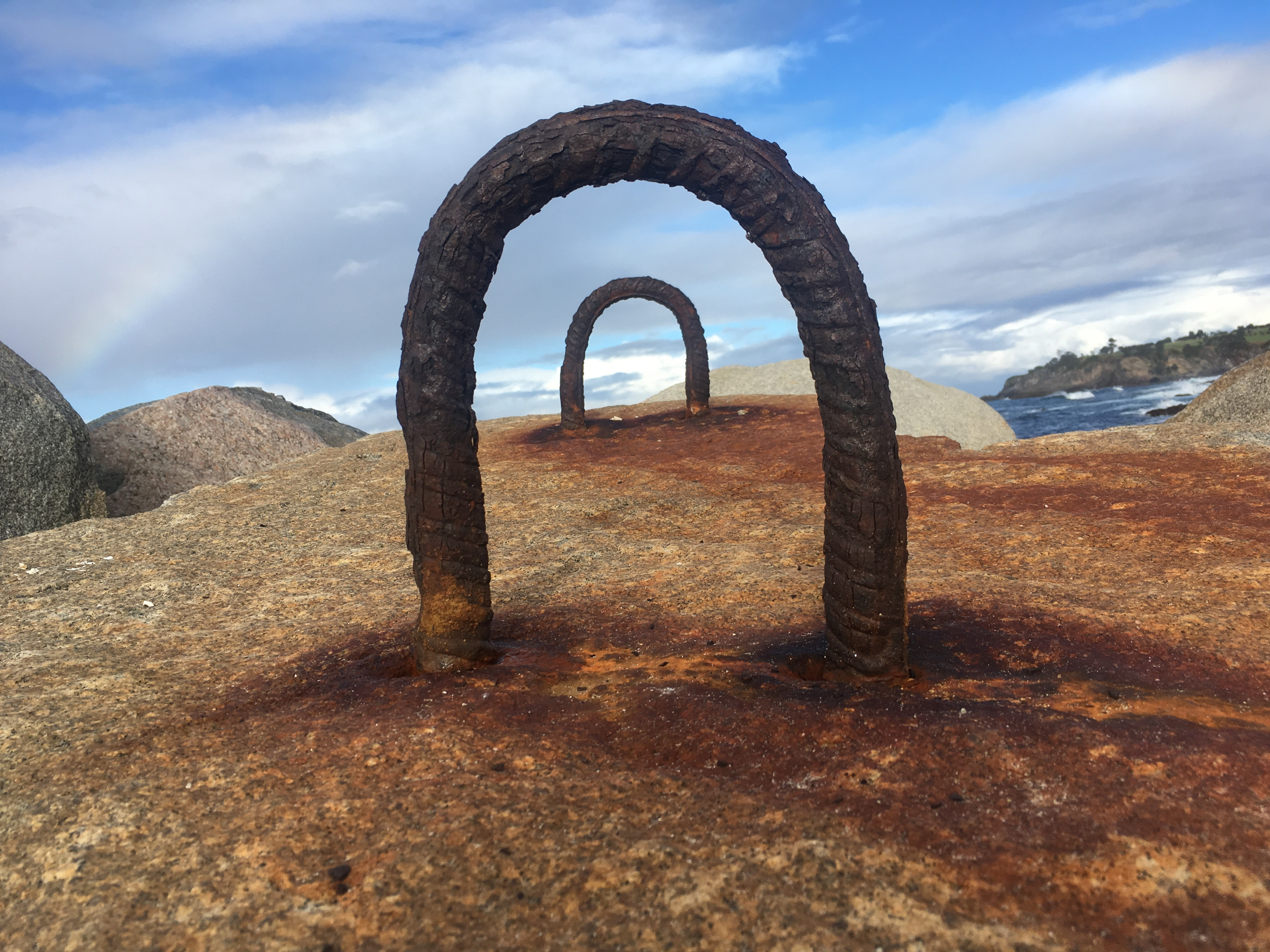
Anneaux pour accrocher les pierres d'un brise-lames à Narooma (Australie), avril 2018.

## Hydromorphologie, morphodynamie
La construction d'un brise-lames induit une modification parfois complexe des courants et donc de la sédimentation et de la configuration du fond sur une surface plus ou moins importante selon le contexte. Ceci explique que certains brise-lames ne protègent pas de l'érosion ou la reportent simplement en amont ou en aval de l'ouvrage, voire l'aggravent fortement. Sous forme de maquette, l'ouvrage peut être testé dans un bassin à houle (qui peut être trompeur car n'intégrant pas le facteur vent ou les effets de surcote induits par des dépressions importantes).
Parmi les méthodes alternatives figurent 
- le drainage de plage[16].
- le « brise-lames flottant »[17],[18]

## Écologie du brise-lame
Les brise-lames peuvent involontairement constituer un habitat semi-naturel ou artificiel propice à certaines espèces côtières d'algues, arthropodes, mollusques et oiseaux, voire de reptiles. Ces structures servent de substrat de fixation à plusieurs espèces de mollusques, autres invertébrés et d'algues adaptées à l'estran, espèces qui s'accrochent en temps normal à des récifs et autres structures naturellement formées par l'érosion ou d'autres phénomènes géologiques,.
Chaque interstice d'un brise-lame constitue un potentiel refuge pour une variété d'organismes dont les crustacés. En Europe, plusieurs espèces d'oiseaux spécialisées dans la quête de nourriture en milieu intertidal peuvent être facilement observées sur les brise-lames artificiels proches de zones habitées comme le tournepierre à collier, le bécasseau violet, l'huîtrier pie et diverses espèces de goélands, car ces endroits constituent un garde-manger riche en mollusques, algues et crustacés dont ces espèces se nourrissent.
Les brise-lames peuvent donc jouer un rôle relativement important dans le maintien d'une partie de la biodiversité de certaines zones maritimes de plus en plus urbanisées.

## En France
Fin 2018, une cartographie des ouvrages et aménagements littoraux fixant le trait de côte (ouvrages de type digues, jetées, brise-lames…) a été finalisée début 2018 par le CEREMA pour le littoral français, à la demande du ministère chargé de l’environnement et s’inscrivant  aussi dans le cadre de l’élaboration d’un indicateur national de l’érosion côtière

## En architecture navale

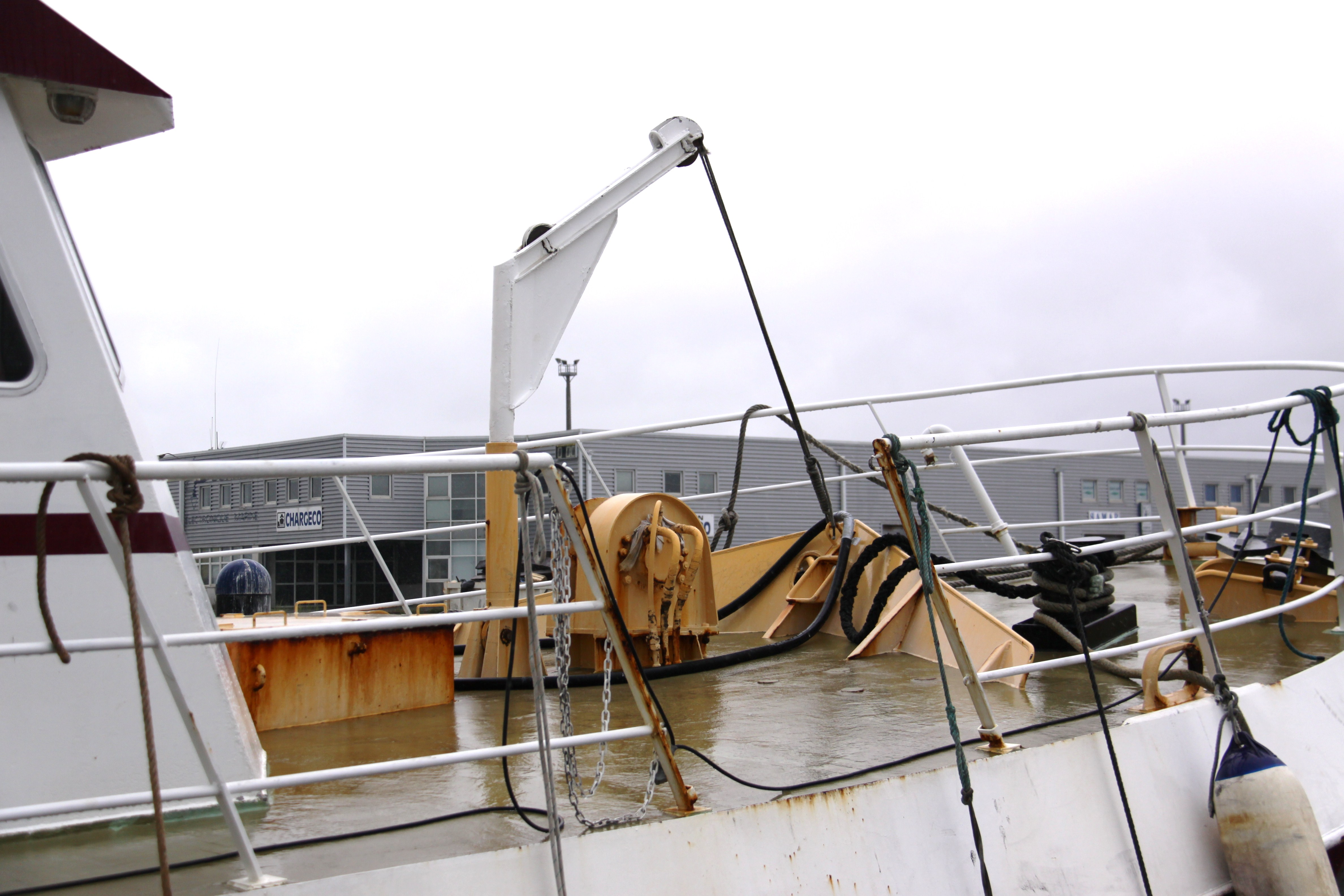
Brise-lames sur le pont gaillard d'un chalutier, protégeant, entre autres, le guindeau.

Sur un navire, un brise-lames est une tôle additionnelle généralement en forme de « V » montée sur le pont gaillard et destinée à briser les lames et les détourner lorsqu'elles montent sur le pont. Ce brise-lames a un rôle de déflecteur, il améliore la sécurité des marins, la protection de la cargaison et, sur les petits navires, facilite la conduite de la passerelle.